# Zrodila se hvězda (film, 2018)
Zrodila se hvězda (anglicky A Star Is Born) je remake amerického romantického drama a muzikálu z roku 2018. Hlavní role v remaku z roku 2018 obsadili Bradley Cooper a Stefani Germanotta, známější pod pseudonymem Lady Gaga. Cooper byl též režisérem a spoluscenáristou filmu.
Šlo přitom už o třetí remake původní verze – první vznikla v roce 1937, další verze pak v roce 1954, kde hlavní roli ztvárnili Judy Garland a Jamesem Masonem, druhý byl natočen v roce 1976 a zahrála si v něm Barbra Streisand po boku Krise Kristoffersona.

## Obsazení
| Bradley Cooper   | Jackson Maine                   |
| Lady Gaga        | Ally                            |
| Sam Elliot       | Bobby, bratr a manažer Jacksona |
| Andrew Dice Clay | Lorenzo, otec Ally              |
| Dave Chapelle    | Noodles                         |
| Rebecca Field    |                                 |
| Michael Harney   | Wolfe, řidič limuzíny           |
| Rafi Gavron      | Rez, hudební producent          |

## Natáčení
Bradley Cooper kromě obsazení hlavní role film taky režíruje. 16. srpna 2016 byla do hlavní role po bok Bradleyho potvrzena zpěvačka Lady Gaga, která bude ve všech materiálech k filmu uvedena pod svým pravým jménem Stefani Germanotta.

## Děj
Hlavní roli v tomto romantickém dramatu hrají Bradley Cooper a Stefani Germanotta (Lady Gaga). 
Country hvězda Jackson Maine (Bradley Cooper) potká v jednom baru na cestě ze svého koncertu neznámou zpěvačku Ally (Lady Gaga). Jack záhy zjistí, že Ally je také nadaná skladatelka a jednu z jejích písní s názvem "Shallow" se rozhodne zahrát na svém dalším koncertě, na který pozve i Ally. Od té chvíle začíná jejich nejen hudební, ale především milostný vztah nabírat na obrátkách. Allyina hudební kariéra se však vyšvihne mnohem výš, než Jackova, což podpoří jeho závislost na alkoholu a návykových látkách. 

## Recenze
- Mirka Spáčilová, iDNES.cz

## Ocenění a nominace
Americký filmový institut a National Board of Review vybralo film do svého žebříčku nejlepších deseti filmů roku 2018. Získal pět nominací na Zlatý glóbus, sedm nominací na Filmovou cenu Britské akademie a osm nominací na Oscara.